# Old Dominion
Old Dominion — американская кантри-группа. Образована в Нашвилле в 2007 году. Лауреаты и номинанты нескольких музыкальных наград. Среди них звание лучшей новой кантри-группы 2016 года Academy of Country Music Awards и других.

## История
См. также «Origin» в английском разделе.
Группа была образована в Нашвилле в 2007 году. В её состав входят Matthew Ramsey (лид-вокал), Trevor Rosen (гитара, клавишные), Whit Sellers (ударные), Geoff Sprung (бас-гитара) и Brad Tursi (гитара). Они играют современную разновидность кантри-музыку с элементами рок-инструментовки и имеет поп- и хип-хоп обертоны.
Выбранное название «Old Dominion» происходит от старинного именования штата Вирджиния. «Старым доминионом» (англ. Old Dominion) Виргинию назвал король Карл II за верность королю в годы гражданской войны, и это словосочетание в настоящее время является официальным прозвищем штата Виргиния. А поскольку из этого штата родом четверо участников квинтета, то выбор легко объясним.
Первоначально группа была создана для демонстрации песен, написанных ее отдельными членами, в том числе для других музыкантов.

## Дискография
См. также «Discography» в английском разделе.

### Студийные альбомы
- 2015: Meat and Candy
- 2017: Happy Endings

## Награды и номинации
| Год  | Награда                           | Получатель/Работа                  | Категория                            | Результат | Ссылка |
| ---- | --------------------------------- | ---------------------------------- | ------------------------------------ | --------- | ------ |
| 2016 | Academy of Country Music Awards   | Old Dominion                       | New Vocal Duo or Group of the Year   | Победа    | [ 6 ]  |
| 2016 | Academy of Country Music Awards   | Old Dominion                       | Vocal Group of the Year              | Номинация | [ 6 ]  |
| 2016 | American Country Countdown Awards | Old Dominion                       | Breakthrough Group / Duo of the Year | Победа    | [ 7 ]  |
| 2016 | American Country Countdown Awards | Old Dominion                       | Group / Duo of the Year              | Номинация | [ 7 ]  |
| 2016 | CMT Music Awards                  | «Break Up with Him» (Old Dominion) | Group/Duo Video of the Year          | Номинация | [ 8 ]  |
| 2016 | CMT Music Awards                  | «Break Up with Him» (Old Dominion) | Breakthrough Video of the Year       | Номинация | [ 8 ]  |
| 2016 | American Music Awards             | Old Dominion                       | Favorite Duo or Group — Country      | Номинация | [ 9 ]  |
| 2017 | iHeartRadio Music Awards          | «Snapback»                         | Country Song of the Year             | Номинация | [ 10 ] |
| 2017 | Academy of Country Music Awards   | Old Dominion                       | Vocal Group of the Year              | Номинация | [ 11 ] |
| 2017 | CMT Music Awards                  | «Song For Another Time»            | Group Video of the Year              | Номинация | [ 12 ] |
| 2017 | Country Music Association Awards  | Old Dominion                       | New Artist of the Year               | Номинация | [ 13 ] |
| 2017 | Country Music Association Awards  | Old Dominion                       | Vocal Group of the Year              | Номинация | [ 13 ] |
| 2017 | American Music Awards             | Old Dominion                       | Favorite Duo or Group — Country      | Номинация | [ 14 ] |
| 2018 | Academy of Country Music Awards   | Old Dominion                       | Vocal Group of the Year              | Победа    | [ 15 ] |